# Assistance Médicale Toit du Monde
Assistance médicale toit du monde, abreviado con las siglas AMTM. es una ONG humanitaria de origen francés, con sede en Nanterre. 
Funciona desde 1992 en Nepal y la India en beneficio de los pobres. 

## Historia
Assistance Médicale Toit du Monde nació de la acción de un grupo de médicos franceses que estuvieron involucrados desde 1990 en los campos de refugiados tibetanos en Nepal y la India. 
Su objetivo era doble: para salvar a los tibetanos y sus hijos, especialmente tuberculosis, y preservar la cultura tibetana, ayudando a los refugiados a encontrar condiciones de vida dignas. Dada la magnitud de la tarea, uno de los médicos, el Dr. Yves Lhomelet creó la Asociación AMTM 27 de febrero de 1992.
Al tiempo que continúa su labor con el pueblo tibetano que viven en estos países, AMTM ha extendido progresivamente sus actividades a todas las poblaciones desfavorecidas encontradas en el campo especialmente mujeres, niños y ancianos.
AMTM no es una ONG de "emergencia" Consecución de su objetivo a largo plazo de forma regular después de muchos sitios. Su modo de funcionamiento, puramente médico primero se completó con un panel "Desarrollo" de actuar también en el entorno de las personas, y un panel de "patrocinio" para considerar el apoyo a largo plazo.
AMTM cuenta con el apoyo de muchas personalidades, algunos de ellos prestan ayuda permanente desde hace varios años como:
- Sébastien Izambard, del grupo musical "Il Divo" es patrocinador internacional de AMTM desde 2005.[1]
- Lara Fabian madrina de AMTM desde 2006[2]
- Hubert Reeves también está asociado a la ONG desde 2006.
- Il Divo también está asociado a la ONG desde 2005.[3]

## Estatutos y propósito
De acuerdo con sus estatutos, AMTM es una Organización No Gubernamental (ONG) cuyo propósito es proporcionar asistencia humanitaria en la ejecución, de tres ejes que convergen acciones: medicina, asistencia y patrocinios. 

## Lugares de intervenciones
- Nepal : Katmandú sus alrededores (Pharping, Sundarijal, Godawari)
- India (Norte-Este) : Regiones de Kalimpong y de Sikkim
- India (Norte-Oeste) Rewalsar y Pin Valley y la región de Spiti.

## Financiación
AMTM trabaja básicamente con fondos recaudados de donantes privados y empresas. Algunas subvenciones también se utiliza para llevar a cabo proyectos en Nepal y la India.